# Ла-Серна (Паленсія)
Ла-Серна (ісп. La Serna) — муніципалітет в Іспанії, у складі автономної спільноти Кастилія-і-Леон, у провінції Паленсія. Населення — 120 осіб (2010).
Муніципалітет розташований на відстані близько 240 км на північ від Мадрида, 45 км на північ від Паленсії.

## Демографія
Динаміка населення (INE ):